# Pietro Lippomano
Pietro Lippomano (Venezia, 1504 – Edimburgo, 9 agosto 1548) è stato un vescovo cattolico italiano.

## Biografia
Pietro Lippomano fu il quarto e ultimo figlio maschio di Girolamo di Tommaso e di Paola Vendramin di Bartolomeo del doge Andrea. Nacque quando i genitori non più tanto giovani, cercavano di ottenere aiuti dal fratello Nicolò, protonotaro nella Curia pontificia e poi vescovo di Bergamo, per uscire dalla grave situazione economica fallimentare che da anni viveva la famiglia. Girolamo aveva ereditato la gestione di un banco che aveva precedentemente concesso troppi crediti all'erario veneziano rimasti insoluti, e nel 1599, dovette dichiarare fallimento.. 

### Vescovo di Bergamo

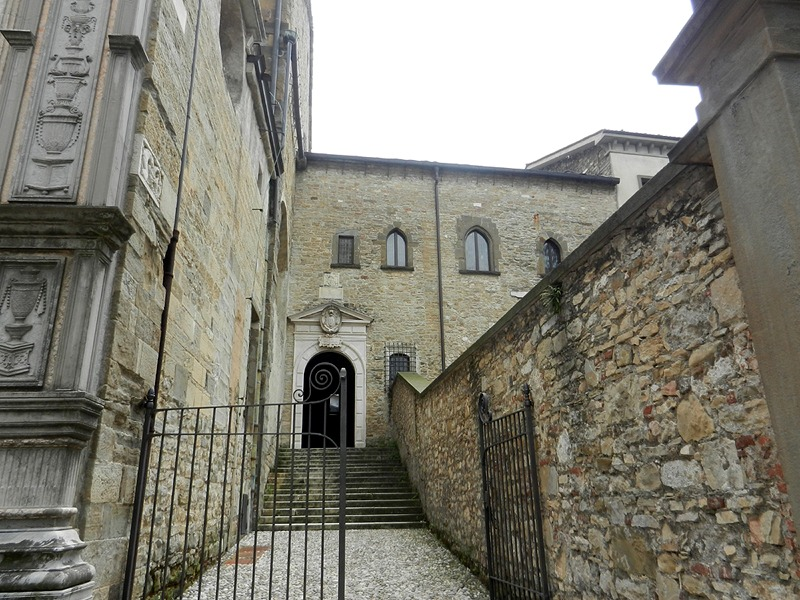
Palazzo della Curia di Bergamo

Pietro, grazie allo zio, ottenne in tenera età la titolarità della canonica di Padova e il regresso di Oddero. Studiò cultura umanistica dal 1509 al 1515 dall'umanista Giovanni Aurelio Augurelli, e successivamente diritto canonico a Bologna con Vincenzo Contarini, fratello di Gasparo. Fu nominato vescovo all'età di soli tredici anni, subentrando alla rinuncia dello zio Niccolò quando era solo un chierico della Camera apostolica. Nicolò, con la fine delle invasioni francesi e imperiali sulla città orobica e con la definitiva presa di posizione della Repubblica Veneta non poteva far ritorno nella curia bergamasca che aveva abbandonato trasferendosi a Roma, ottenendo però dal papa Leone X la nomina del nipote. 

Data l'inadatta età, Pietro fu coadiuvato nella gestione della diocesi, da Gabriele Castelli. Lo zio aveva anche lasciato una pensione di 300 ducati dell'episcopato ad un altro nipote, per questo andarono inesaudite le richieste di Pietro di sussidio caritativo che generalmente erano accordate ai neoeletti.
Prese possesso della diocesi il 12 gennaio 1520, dando così inizio alla prima delle tre visite pastorali, indicendo un giubileo nella settimana santa.
L'amico Gaspare Contarini, nipote del vescovo gli scrisse una operetta intitolata De officio episcopi che doveva indicagli quale fosse il modello del Vescovo moderno
La sua vita fu condizionata dalle scelte del padre che vivendo a Roma lo voleva cardinale, anche se la morte di Leone X e la salita al soglio pontificio di Adriano VI fece svanire ogni speranza d'investitura, furono quelli gli anni che videro la presenza del Lippomano a Bergamo, ma nel 1523, quando venne eletto Papa Clemente VII, tornò a Roma per tentare di ottenere nuovi benefici. Gli venne offerta la diocesi di Verona, ma essendo meno redditizia di quella orobica, preferì rinunciare ottenendo però benefici come quello di Asola e nel 1525 il giuspatronato dell'abbazia di San Cipriano  a Murano.
Ma nel 1527 i lanzichenecchi arrivarono a Roma e durante il sacco di Roma morì il padre fatto prigioniero e Pietro dovette rifugiarsi in Castel Sant'Angelo riuscendo poi a tornare a Venezia distrutta dalla carestia. In quegli anni Pietro conobbe personaggi come Girolamo Miani, Gaetano Thiene e Gian Pietro Carafa futuro papa, nella Confraternita di san Nicola di Tolentino. Queste persone furono fondamentali nella vita del Lippomani. Nel 1532 Carafa gli mandò a Bergamo il Miani che lo aiutò ad aprire opere di carità e l'ospedale di santa Maria Maddalena dove raccolsero orfani, vedove e bisognosi, e per ricambiare autorizzò l'apertura di una sede alla congregazione a Somasca.
Nel 1537 iniziò la seconda visita pastorale che non concluse personalmente, furono per lui anni di intesa attività contro i luterani attraverso predicazioni e pressione che lo portarono a processare Giorgio Medolago avvocato, e il libraio Pasino da Brescia per le sue pubblicazioni. Nominato vescovo di Verona lasciò malvolentieri la città orobica, gli succedette un vescovo Pietro Bembo che a Bergamo non si recò mai.

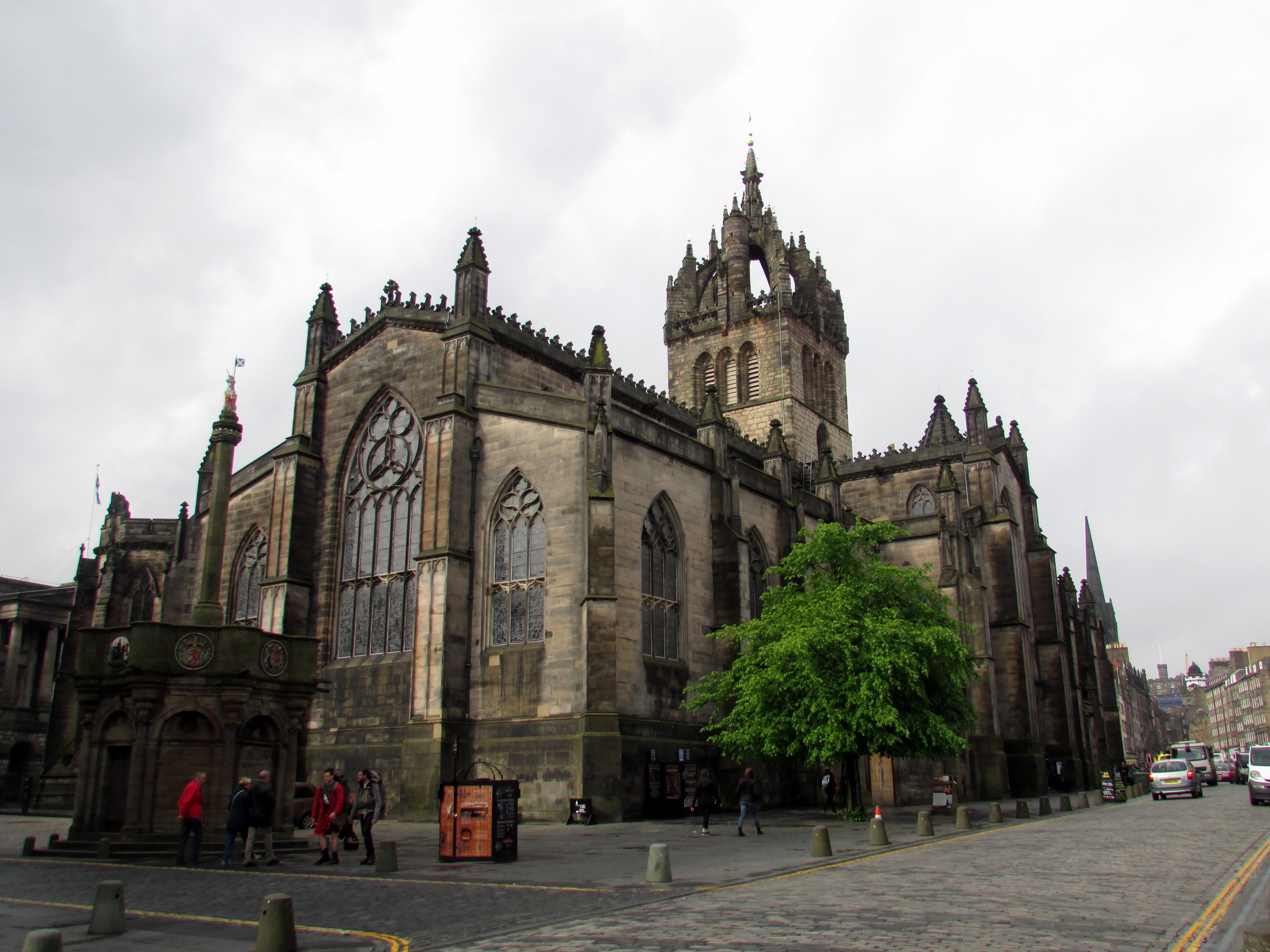
Chiesa di Edimburgo

### Nunzio apostolico
Il 18 febbraio 1544 venne nominato vescovo di Verona, ma il Lippomano si trasferì a Roma e non seguì né il concilio di Trento iniziato l'anno successivo, né la diocesi, delegando per entrambe un sostituto; ciò portò a lamentele come scrisse quello che sarebbe stato papa Marcello II. Venne quindi nominato nunzio apostolico in Scozia dove si tentava una rappacificazione con la morte di Enrico VIII, tra il papato e lo stato inglese.

 Giunto in Francia alla corte di Enrico II ebbe una funzione attiva nel matrimonio tra questi e Maria Stuarda, contemporaneamente la chiesa di Roma forniva aiuti economici e militari alla cattolicissima Scozia.
Il Lippomano non aveva esperienze politiche ma poteva contare di molti appoggi famigliari, era infatti zio di Francesco Bernardo banchiere e mercante con l'Inghilterra, giunse quindi a Edimburgo, ma le sue condizioni di salute erano minate, ed a Edimburgo probabilmente morì, ma in quel tempo le chiese e i monasteri cattolici erano soggetti a distruzione e vandalismi, oltre quindi a non conoscere con certezza la sua data di morte, probabile il 9 agosto 1548, rimane oscuro il luogo di sepoltura, forse nella cattedrale di Saint Giles.

## Genealogia episcopale
La genealogia episcopale è:
- Arcivescovo Gabriele Castelli
- Vescovo Pietro Lippomano